# 拉瓦勒足球俱乐部
拉瓦勒足球俱乐部（Stade Lavallois Mayenne Football Club，簡稱Stade Laval 或者 Laval）是一家位於法国拉瓦勒市的一个職業足球俱乐部，成立于1902年。现在参加法國足球乙級聯賽。

## 榮譽
- 法國業餘錦標賽:

- 亞軍 (1): 1965

- 甘巴德拉盃（法语：Coupe Gambardella）:

- 冠軍 (1): 1984